# Nedermolen (Meldert)
De Nedermolen is een voormalige watermolen op de Molenbeek, gelegen in de tot de Oost-Vlaamse gemeente Aalst behorende plaats Meldert, aan Nedermolenstraat 3.
Deze watermolen van het type bovenslagmolen fungeerde als korenmolen en later ook als oliemolen.

## Geschiedenis
In 1095 werd de molen, opgericht door de monniken van de Abdij van Affligem, voor het eerst vermeld. Tijdens de godsdiensttwisten (eind 16e eeuw) werd de molen vernield en in 1599 weer herbouwd. In 1667 werd de molen door Franse troepen in brand gestoken. Daarna volgde herbouw. De kern van de huidige molen is 17e-eeuws, en een gevelsteen toont het jaartal 1688. De onderbouw werd uitgevoerd in Meldertse zandsteen.
Aangezien de eigenaar van de molen, de Abdij van Affligem, in de Franse tijd werd opgeheven werd ook de molen verbeurd verklaard en in 1804 werd hij openbaar verkocht. In 1854 werd een olie-inrichting aan de molen toegevoegd.
Een geïnstalleerde stoommachine werd in 1921 weer verwijderd zodat tot 1937 weer uitsluitend op waterkracht werd gemalen. Daarna fungeerde het molenhuis nog als woonhuis. Na de Tweede Wereldoorlog werd het waterrad verwijderd. In 2004 werd het gehele complex ingrijpend verbouwd. In 2006 liep het echter grote schade op door nabij uitgevoerde rioleringswerken. Deze schade werd uiteindelijk hersteld.
Het molenhuis maakt onderdeel uit van het horecacomplex De Mooie Molen, met feest- en congreszalen en overnachtingsmogelijkheid.
- Inventaris van het Bouwkundig Erfgoed (Vlaanderen): 438